# 阿合雅镇
阿合雅镇，是中华人民共和国新疆维吾尔自治区阿克苏地区乌什县下辖的一个乡镇级行政单位。
2012年，新疆维吾尔自治区人民政府批复同意撤销阿合雅乡建制，设立阿合雅镇。

## 行政区划
阿合雅镇下辖以下地区：
麻扎村、铁英村、果鲁克村、尤喀克阔库拉村、斯马甫其村、亚依拉克吐尔村、托万克阔库拉村、尤喀克库曲麦村、库曲麦村、巴扎村、托万克库曲麦村、奥皮开村、塔尕尔其村、尤喀克阿合亚村、托万克阿合亚村、吐曼村、艾斯力克村、尤喀克荒地村、托万克荒地村、阿克布拉克村、吐孜别勒村和荒地农场村。